# Christian Ruben
Christian Ruben (Treviri, 1805 – Vienna, 9 luglio 1875) è stato un pittore tedesco.

## Biografia
Nato a Treviri, Ruben studiò a Düsseldorf con Peter von Cornelius dal 1823, e nel 1826 si stabilì a Monaco di Baviera, dove ha lavorato sui progetti per le nuove vetrate per il Duomo di Ratisbona e per una chiesa a Ora. Nel 1836 ha lavorato a progetti per la decorazione del castello di Hohenschwangau, e produsse dipinti ad olio. Nel 1841 è stato nominato direttore presso l'Accademia di Belle Arti di Praga, dove ha decorato il belvedere con pitture murali. Dipinse anche una sala per il principe di Salm e tre pale d'altare per la chiesa di Turnau (oggi Turnov, in Repubblica Ceca). Dal 1852 al 1872 è stato direttore presso l'Accademia di Belle Arti di Vienna, dove morì nel 1875. Uno dei suoi figli, Franz Ruben, divenne anche un pittore. 
Tra gli allievi di Ruben si ricordano Jaroslav Čermák e Karel Javůrek.